# My Girl (The Temptations)
My Girl è un brano musicale del 1964, scritto e prodotto da Smokey Robinson e Ronald White.
Fu portata per la prima volta al successo da The Temptations, la cui versione, pubblicata come singolo il 21 dicembre 1964, raggiunse la vetta delle classifiche statunitensi nel 1965.
La canzone ebbe negli anni a venire diversi altri interpreti, famosi e non, tra i quali Otis Redding, Prince Buster, The Rolling Stones (nell'album Flowers), Phil Collins, Michael Bolton (nell'album Timeless The Classics Vol. 2), Michael Jackson (nel 1972), Mario Biondi (nel 2011 in inglese e in italiano con il titolo “Solamente lei" - testo italiano scritto da Paolo Dossena nel 1967 per una "cover" allora interpretata dagli stessi The Temptations-).